# Platygrapha congerens
Platygrapha congerens är en lavart som beskrevs av Nyl. 1867. Platygrapha congerens ingår i släktet Platygrapha och familjen Thelotremataceae.   Inga underarter finns listade i Catalogue of Life.